# Priolepis fallacincta
Priolepis fallacincta és una espècie de peix de la família dels gòbids i de l'ordre dels cipriniformes que es troba des de Sulawesi (Indonèsia) fins a Fidji, les Filipines, Austràlia (Queensland) i Tonga.